# Königliche Zinnhütte

Aufschlaggraben zur Zinnhütte und Finkmühle vor dem St.-Georg-Stolln (vor 1899)

Die Königliche Zinnhütte war eine bergmännische Anlage in Johanngeorgenstadt, Erzgebirgskreis, Sachsen.
Die dem Königreich Sachsen gehörige Hütte zur Verarbeitung von Zinn aus dem Bergrevier Johanngeorgenstadt hatte ihren Standort westlich der Schwarzenberger Straße unweit des heutigen Bahnhofes von Johanngeorgenstadt. Sie befand sich unmittelbar neben der Finkmühle und wurde durch Wasser aus einem Aufschlaggraben betrieben, dessen Wehr sich im Schwarzwasser unweit vom Huthaus St. Georg befand.
Die Königliche Zinnhütte ersetzte die Zinnhütte in Unterjugel und war notwendig geworden, als nach der Vereinigung der Bergamtsreviere Johanngeorgenstadt, Schwarzenberg und Eibenstock ein erhöhter Bedarf an der Verhüttung des Zinns entstand. Mit dem Bau wurde 1797 begonnen.
Im Jahre 1798 nahm die Anlage damals als Kursächsische Zinnhütte ihren Betrieb auf, gleichzeitig wurde der Betrieb der alten Zinnhütte sowie der beiden Zinnhütten in Eibenstock und Schwarzenberg/Erzgeb. eingestellt. Ab 1806 war es die Königliche Zinnhütte. Durch den Rückgang des Bergbaus Mitte des 19. Jahrhunderts kam auch der Betrieb dieser Zinnhütte zum Erliegen. Im Jahre 1897 stellte sie endgültig den Betrieb ein. Nachdem ein Großfeuer die Finkmühle vernichtet hatte, wurden die Gebäude im ausgehenden 19. Jahrhundert vollständig abgetragen. An deren Stelle entstanden zwei Eisenbahnerhäuser für Beschäftigte der Deutschen Reichsbahn, die bis in die 1990er Jahre bewohnt waren. Danach wurden die Gebäude dem Verfall preisgegeben und teilweise abgerissen.